# Молодіжна збірна СНД з хокею із шайбою
| Молодіжна збірна СНД з хокею із шайбою                        |
| ------------------------------------------------------------- |
|                                                               |
| Асоціація                                                     |
| Асоціація Федерацій хокею країн СНД                           |
| Перша гра                                                     |
| СНД 10 : 2 Швейцарія (Кауфбойрен, Німеччина; 26 грудня, 1991) |
| Остання гра                                                   |
| СНД 7 : 2 Канада (Фюссен, Німеччина; 4 січня, 1992)           |
| Найбільша перемога                                            |
| СНД 10 : 2 Швейцарія (Кауфбойрен, Німеччина; 26 грудня, 1991) |
| Найбільше поразка                                             |
| Чехословаччина 5 : 2 СНД (Фюссен, Німеччина; 1 січня, 1992)   |

Молодіжна збірна СНД з хокею із шайбою — збірна, яка брала участь лише у одному чемпіонаті світу серед молодіжних команд 1992 року після розпаду СРСР. Виграли золоті медалі чемпіонату.

## Статистика зустрічей[2]
| Збірна         | І | В | Н | П | Ш      |
| -------------- | - | - | - | - | ------ |
| Швейцарія      | 1 | 1 | 0 | 0 | 10 : 2 |
| Швеція         | 1 | 1 | 0 | 0 | 4 : 3  |
| Фінляндія      | 1 | 1 | 0 | 0 | 4 : 1  |
| Німеччина      | 1 | 1 | 0 | 0 | 7 : 0  |
| Чехословаччина | 1 | 0 | 0 | 1 | 2 : 5  |
| США            | 1 | 1 | 0 | 0 | 5 : 0  |
| Канада         | 1 | 1 | 0 | 0 | 7 : 2  |